# Ebetsu
Ebetsu (江別市, Ebetsu-shi) és una ciutat i municipi del Japó pertanyent a la subprefectura d'Ishikari, a Hokkaido. Ebetsu es troba zona d'influència metropolitana de Sapporo.

## Geografia
Ebetsu està situat a la subprefectura d'Ishikari, al centre-oest de l'illa de Hokkaido i forma part de l'àrea metropolitana de Hokkaido. El centre de Sapporo es troba a poca distància des d'Ebetsu. A Ebetsu també es troba el bosc de Nopporo, al barri del mateix nom i que és el parc boscós més gran del món. El municipi d'Ebetsu limita amb els municipis de Sapporo, Kitahiroshima, Iwamizawa, Nanporo, Tōbetsu i Shinshinotsu.

## Història
Ebetsu fou fundada per japonesos procedents de la prefectura de Miyagi, a la regió de Tohoku, Honshu, l'any 1871. El 1878 es va instal·lar a la zona un campament de les forces de colonització. El 1916 Ebetsu va adquirir l'status de poble i al 1954 el de ciutat. Durant les dècades de 1960 i 1970, coincidint amb l'etàpa del desarrollisme japonés i les olimpiades de 1972, celebrades a Sapporo, la ciutat va viure un augment considerable de població que s'instal·lava a la rodalia de Sapporo. Cap el 1991 la ciutat ja tenia més de 100.000 habitants.

## Política

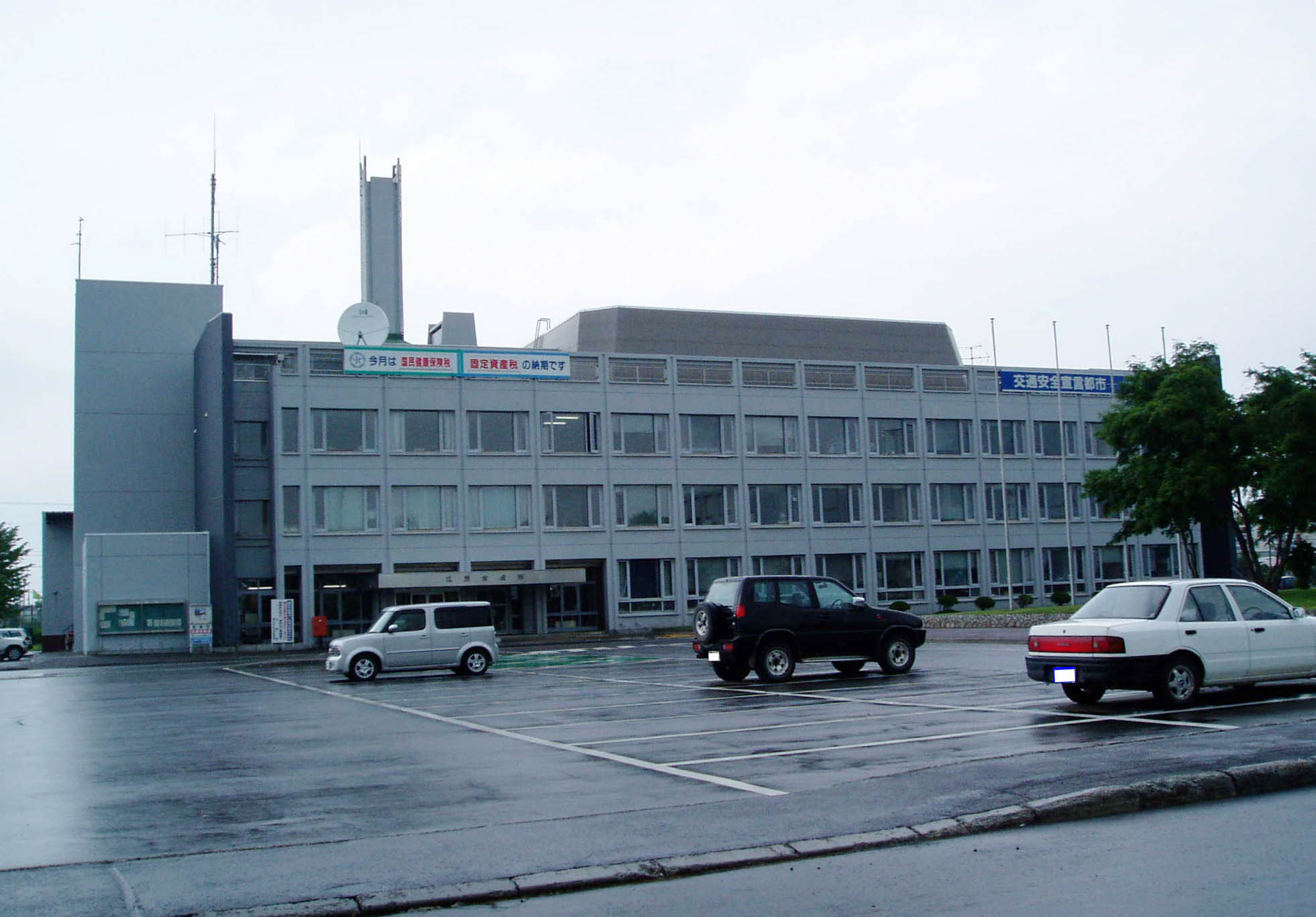
Edifici de l'ajuntament d'Ebetsu

### Assemblea municipal
La composició del ple municipal d'Ebetsu és la següent:
| Partit | Partit                         | Partit | Regidors |
| ------ | ------------------------------ | ------ | -------- |
|        | Club Liberal Democràtic        | PLD    | 7 / 25   |
|        | Kōmeitō                        | KMT    | 5 / 25   |
|        | Democràcia-Grup dels Ciutadans | PDC    | 5 / 25   |
|        | Partit Comunista del Japó      | PCJ    | 3 / 25   |
|        | Independents                   |        | 5 / 25   |
|        | Escons vacants                 |        | 0 / 25   |

### Alcaldes
En aquesta taula només es reflecteixen els alcaldes democràtics, és a dir, des de l'any 1947.
| Període   | Alcalde           | Partit |
| --------- | ----------------- | ------ |
| 1947-1959 | Kohei Furutajima  | Ind    |
| 1959-1971 | Kiyoshi Matsukawa | Ind    |
| 1971-1983 | Toshio Yamada     | Ind    |
| 1983-1995 | Hideo Oka         | Ind    |
| 1995-2007 | Kimito Ogawa      | Ind    |
| 2007-     | Noboru Miyoshi    | Ind    |

## Demografia
Ebetsu, al llarg del temps i especialment des de mitjans de la dècada de 1950 ha començat a créixer de manera ràpida gràcies en part també al creixement de Sapporo, de la qual és una ciutat dormitori. No obstant això, des de mitjans de la dècada dels 2010 (quan el Japó va deixar de tindre un creixement positiu), la població d'Ebetsu ha anat baixant any rere any.
| 1920   | 1930   | 1940   | 1950   | 1960   | 1970   | 1980   | 1990   | 2000    | 2010    | 2020    |
| ------ | ------ | ------ | ------ | ------ | ------ | ------ | ------ | ------- | ------- | ------- |
| 17.343 | 19.632 | 19.759 | 31.685 | 37.396 | 63.762 | 86.349 | 97.201 | 123.877 | 123.751 | 119.582 |

## Ciutats agermanades
- Gresham, Oregon, EUA (1977)